# Unidad Minera 11 de Julio
Unidad Minera 11 de Julio, también conocida como Colonia 11 de Julio, es una localidad de México ubicada en el municipio de Mineral de la Reforma, en el estado de Hidalgo. Se encuentra conurbada a Pachuca de Soto y pertenece a su zona metropolitana.

## Toponimia
Se nombró así porque el 11 de julio de 1934 se creó el Sindicato Nacional de Mineros, formada en el teatro Bartolomé de Medina en Pachuca; debido a que la minería es una actividad económica con mucha tradición en la región.

## Historia
El fraccionamiento se construyó alrededor de los años 1980, en 2006 se fijaron los límites territoriales de Pachuca de Soto y Mineral de la Reforma; lo que permitió establecer que la colonia 11 de Julio efectivamente correspondía a la jurisdicción de Mineral de la Reforma. El INEGI reconocía la localidad bajo el nombre de Abundio Martínez (Pachuca), una conurbación de varias colonias y fraccionamientos de Mineral de la Reforma. Para 2010, se desconurba de la localidad, reconociendoce oficialmente como localidad propia el 15 de marzo de 2011.

## Geografía
Se encuentra en la región geográfica de la Comarca Minera. Le corresponden las coordenadas geográficas 20° 06’ 19.031” de latitud norte y 98° 43’ 22.155” de longitud oeste, con una altitud de 2409 m s. n. m. Cuenta con un clima semiseco templado.
En cuanto a fisiografía se encuentra dentro de la provincia del Eje Neovolcánico, dentro de la subprovincia de Lagos y Volcanes de Anáhuac; su terreno es de llanura y lomerío. En lo que respecta a la hidrografía se encuentra posicionado en la región del Pánuco, dentro de la cuenca del río Moctezuma, en la subcuenca de río Tezontepec.

## Demografía
En 2020 registró una población de 5108 personas, lo que corresponde al 2.52 % de la población municipal. De los cuales 2398 son hombres y 2710 son mujeres. Tiene 1444 viviendas particulares habitadas.
| Gráfica de evolución demográfica de Unidad Minera 11 de Julio entre 2010 y 2020              |
|                                                                                              |
| Población de los censos y conteos del Instituto Nacional de Estadística y Geografía (INEGI). |

## Cultura
En la localidad se encuentra la Parroquia del Buen Pastor, obtuvo la bendición, el 11 de julio de 1996;, con el título de Buen Pastor Señor de Zelontla. El señor de Zelontla es venerado por los mineros, sobre todo del Real del Monte. Se celebran la fiesta de la parroquia el 11 de julio y el viacrucis en Semana Santa, es caracteriza por se representado por niños y adolescentes.